# Ouratea quintasii
Ouratea quintasii là một loài thực vật thuộc họ Ochnaceae. Đây là loài đặc hữu của São Tomé và Príncipe.